# جفرسون لرما
جفرسون آندرس لرما سولیس (اسپانیایی: Jefferson Andrés Lerma Solís‎؛ زادهٔ ۲۵ اکتبر ۱۹۹۴) بازیکن فوتبال اهل کلمبیا است.
از باشگاه‌هایی که در آن بازی کرده‌است می‌توان به لوانته و بورنموث اشاره کرد.
وی همچنین در تیم ملی فوتبال کلمبیا بازی می کند.